# سونيثا كريشنان
سونيثا كريشنان (من مواليد 1972)، ناشطة اجتماعية هندية وكبيرة الموظفين والمؤسسين المشاركين لـ «براجوالا»، وهي منظمة غير حكومية تنقذ ضحايا جريمة التجارة الجنسية وتؤهلهم وتعيد دمجهم في المجتمع.
تعمل كريشنان في مجالات مكافحة التجارة بالبشر والسياسة الاجتماعية. أنقذت منظمتها «براجوالا» الكثير من النساء والأطفال وأنشأت واحدًا من أكبر دور إعادة التأهيل في الهند. تعمل كريشنان على تمكين المنظمات غير الحكومية من إدارة مجموعة مشتركة من الخدمات الوقائية والتأهيلية للنساء والأطفال الذين تم الاتجار بهم واستغلالهم لأغراض جنسية.
حصلت في عام 2016 على وسام بادما شري وهو رابع أعلى وسام وجائزة مدنية تكريمية في جمهورية الهند.

## حياتها المبكرة
وُلدت كريشنان  في بنغالور، لوالدين بلكاديين مالاياليين، راجو كريشنان وناليني كريشنان. سافرت إلى معظم أنحاء الهند في وقت مبكر أثناء تجولها مع والدها من مكان إلى آخر، والذي كان يعمل مع هيئة قياس المساحة التي تضع خرائط للبلد بأكمله.
تجلى شغف كريشنان بالعمل الاجتماعي عندما بدأت في سن الثامنة بتعليم الرقص للأطفال ذوي الإعاقة العقلية. وأصبحت تدير في سن الثانية عشرة مدارسًا في الأحياء الفقيرة للأطفال المحرومين. عند بلوغها سن الخامسة عشرة وأثناء عملها في حملة لمحو الأمية لمجتمع الداليت (مجتمع المنبوذين)، اغتُصبت كريشنان من قبل ثمانية رجال. لم يعجب هؤلاء الرجال أن امرأة تتدخل في ما يدعونه بأنه «مجتمع الرجل». ضربوها بشدة إلى أن أصبحت صماء جزئيًا في أذن واحدة. كانت هذه الحادثة بمثابة حافز لما تفعله كريشنان اليوم.
درست كريشنان في مدارس الحكومة المركزية في بنغالور وبوتان. بعد حصولها على درجة البكالوريوس في العلوم البيئية من كلية القديس جوزيف في بنغالور، ثم أكملت الماجستير في العمل الاجتماعي (طبياً ونفسياً) من روشني نيلايا، مانجالور.

## مهنتها
اعتُقلت كريشنان في عام 1996 والتي أصبحت ناشطة متحمسة، إلى جانب أكثر من عشرة ناشطين آخرين، للاحتجاج على تنظيم مسابقة ملكة جمال العالم في مسقط رأسها بنغالور. ولأنها لعبت دورًا قياديًا في تنظيم الاحتجاجات، قضت كريشنان في الحجز القضائي شهرين كاملين. ذكرت كريشنان أن والديها لم يكونا متفقين معها على ما تفعله.
كانت كريشنان على صلة بفارغيز ثيكاناث، ناشط اجتماعي، وعضو في جماعة الإخوان المسلمين في سانت غابرييل في مونتفورت، والذي أسس أيضًا شبكة المبادرة الشعبية (PIN) في حيدر أباد للعمل مع الأحياء الفقيرة.
تعرفت كريشنان على فارغيز ثيكانات خلال مؤتمر يتمحور حول العولمة في مومباي.
عندما أُطلق سراح كريشنا من السجن بعد شهرين، وجدت أن والديها لم يكونا متفقين مع  خياراتها وأسلوب حياتها.
من أجل بداية حياة جديدة، قررت كريشنان الانتقال إلى حيدر أباد، للانضمام إلى (PIN) كمنسقة لبرنامج الفتيات الشابات. وسرعان ما أصبحت مشتركة في حل مشاكل السكن لسكان الأحياء الفقيرة.
عندما كان من المقرر هدم منازل الأشخاص الذين يعيشون بجوار نهر موسي بالمدينة من أجل مشروع «تجميل وتحسين» المكان، انضمت كريشنان إلى حملة حقوق الإسكان التابعة لـ PIN، ونظمت احتجاجات لوقف المخطط. قابلت في حيدر أباد، الأخ خوسيه فيتاتيكيل، الذي كان حينها مديراً لـ «بويز تاون» وهي مؤسسة كاثوليكية يديرها إخوة القديس غابرييل في مونتفورت، والتي أعادت تأهيل وتدريب الشباب المعرضين للخطر من خلال تزويدهم بالمهارات المهنية  للحصول على وظائف جيدة وكان هذا في عام 1996.

### منظمة براجوالا
أُجلي في عام 1996 جميع العاملين بالجنس الذين يعيشون في «محبوب كي مهندي»، وتعد هذه المنطقة من أخطر المناطق في حيدر أباد. ونتيجة لذلك، أصبحت الآلاف من النساء اللائي وقعن في براثن الدعارة بلا مأوى. بعد بشرى اكتشافها أن الأخ خوسيه فيتيكتيل شخص شبيه لها فكريًا، بدأت كريشنان مدرسة انتقالية في بيت الدعارة الذي أُخلي لمنع تهريب الجيل الثاني للعمل كعمال جنس.
في سنواتها الأولى، كان على كريشنان أن تبيع مجوهراتها وحتى معظم أدواتها المنزلية لتغطية نفقات «براجوالا». ترتكز «برجوالا» اليوم على خمس ركائز: الوقاية والإنقاذ وإعادة التأهيل وإعادة الإدماج والمناصرة.  تقدم المنظمة الدعم المعنوي والمالي والقانوني والاجتماعي للضحايا وتضمن تقديم الجناة إلى العدالة.
إلى يومنا هذا، أنقذت منظمة «برجوالا» وأعادت تأهيل وخدمة أكثر من 12000 من الناجين من التجارة الجنسية. وعدد عملياتها تجعلها أكبر وحدة مكافحة للتجارة بالبشر في العالم.
تعد كريشنان مستودعًا للطاقة والتفاؤل، بالإضافة إلى أن حماسها يُلمس بسهولة من قبل جميع من حولها كذلك وتعديهم، وهذا ما قالته زميلتها السابقة في العمل "العمل مع سونيتا يشبه تجربة التعلم المستمرة، مع التحديات التي تدفعنا إليها باستمرار، وحث الموظفين على استغلال كافة إمكانياتهم، فهي لا تراقب فقط موظفيها في جميع المجالات، ولكنها تعمل أيضًا على توجيههم.
إن أملها القوي وشغفها وكفاحها الدؤوب للوصول إلى أهدافها أو أهداف «برجوالا» يلهم الفريق بالاستمرار في التركيز على القضية أيضًا".
يدير برنامج وقاية «الجيل الثاني» التابع للمنظمة 17 مركزًا انتقاليًا في الهند وقد ساعد على منع آلاف أطفال بائعات الهوى من الوقوع كضحايا تجارة البشر.
تدير «براجوالا» أيضًا دار إيواء للأطفال والبالغين الذين تم إنقاذهم من عملية الاتجار بالجنس، والكثير منهم مصابون بفيروس نقص المناعة البشرية. لا تقود كريشنان هذه التداخلات فحسب، بل تقود أيضًا برنامج إعادة تأهيل اقتصادي يدرب الناجين في عدة مجالات، مثل مجال النجارة واللحام والطباعة والبناء والتدبير المنزلي.
يعمل في منظمة «براجوالا» أكثر من 200 موظف، لكن كريشنان تدير المنظمة كمتطوعة بدوام كامل؛ وهو قرار اتخذته في وقت مبكر جدًا من حياتها. وهي تدعم نفسها ماديًا، بمساعدة زوجها، من خلال كتابة الكتب وإلقاء الخطب والندوات حول التجارة البشرية في جميع أنحاء العالم. وهي متزوجة من السيد راجيش تاتشر وهو مخرج سينمائي هندي ومخرج فني وكاتب سيناريو، أنتج عدة أفلام بالتعاون مع «براجولا». أحد أشهر أفلامه فيلم بعنوان «أناميكا» والذي أصبح الآن جزءًا من مناهج أكاديمية الشرطة الوطنية. بينما فاز فيلمه الآخر «نا بانجارو تالي» بثلاث جوائز وطنية في عام 2014.

### السياسة الاجتماعية
صاغت كريشنان في عام 2003، توصيات لإعادة تأهيل ضحايا التجارة الجنسية في ولاية أندرا براديش، والتي أقرتها حكومة الولاية كسياسة لإنقاذ ضحايا التجارة البشرية الذين استغلوا جنسيًا لغرض التجارة لإعادة تأهيلهم.
تستفيد ولايات كارناتاكا وماهاراشترا وتاميل نادو والبنغال الغربية وأوتار براديش ودلهي من استراتيجيات كريشنان لجلب سياسات إنقاذ مماثلة.
عُينت السيدة كريشنان مستشارة لسياسة نيربهايا لحكومة ولاية كيرالا لمكافحة العنف الجنسي والاتجار بالنساء والأطفال في عام 2011. ونُسق هذا المخطط -الذي صاغته كريشنان في الأصل- من قبل الإدارات الحكومية المختلفة مثل الرعاية الاجتماعية، القبائل المجدولة، الطوائف المجدولة والشرطة والصحة والعمل والحكم الذاتي المحلي بالتعاون مع المنظمات غير الحكومية. ومع ذلك، استقالت من هذا المنصب الاستشاري في 4 أغسطس 2014، معربة عن ألمها وإحباطها بسبب عدم وجود إرادة سياسية لتنفيذ سياسة نيربهايا.
أعادت الحكومة  في عام 2015 «في خطوة تدل على الندم» تعيين سونيثا كريشنان مرة أخرى في مخطط نيربهايا من خلال منحها مزيدًا من سلطة اتخاذ القرارات إذ عُينت المدير الشرفي.
قابلت السيدة كريشنان في الولايات المتحدة قاعات مليئة بالطلاب من أجل زيادة التوعية عند الشباب وتحذيرهم من الانخراط في نشاط التجارة البشرية وإلهامهم النشاط الاجتماعي الجديد.
لم تتصدر فقط أول حملة على مستوى الولاية ضد الاتجار بالجنس التي تستهدف الفتيات المراهقات بالتعاون مع حكومة الولاية ومختلف وكالات التمويل الدولية، بل وأطلقت أيضًا حملة «الرجال ضد الطلب» تحت شعار «الرجال الحقيقيون لا يشترون الجنس». وقد وصلت هذه الحملة إلى 1.8 مليار شخص في جميع أنحاء العالم.
عُينت  أيضًا عضوًا في لجنة المرأة بولاية أندرا براديش، وساهمت في قانون جديد بشأن الاغتصاب في الهند، والذي صدر في البرلمان عام 2013.

## الدعوى القانونية
من خلال خبرتها الشخصية، أدركت كريشنان أنه بدون سياسة دولة جيدة ذات مغزى، لا يمكن لأي قدر من العمل أو النشاط الاجتماعي أن يكون مفيدًا لذلك فهي تقيم شراكات مع مختلف إدارات الشرطة، لا سيما خلية حماية المرأة ووحدة مكافحة التجارة بالبشر.
بدأت كريشنان في إنشاء أول مركز لاستشارات الأزمات في مركز شرطة أفالجونج؛ وهو مشروع رائد للتعاون بين الشرطة والمنظمات غير الحكومية لاعتراض التجارة الجنسية. كما أقنعت حكومة ولاية أندرا براديش بالعمل معها في القضاء على هذه الجريمة المنظمة وساعدت في إدانة أكثر من 150 متجراً للتجارة بالبشر.
قامت كريشنان أيضًا بتنظيم ورش عمل لتوعية الآلاف من كبار ضباط الشرطة والقضاة والمدعين العامين وأعضاء لجنة رعاية الطفل لتزويدهم بالفهم والمهارات اللازمة للتعامل بجدية وبقدر عال من الكفاءة مع قضايا التجارة بالبشر والدفاع عن المحاكم الصديقة للأطفال. نتيجة لذلك، دُرب أفراد الشرطة من رتبة المشرفين إلى المفتشين الفرعيين على كيفية مكافحة الجريمة ومعالجة الاحتياجات النفسية والاجتماعية للضحايا أثناء وبعد الإنقاذ.

## التواصل مع وسائل الإعلام
ألقت كريشنان في عام 2009 خطابًا أثناء حضورها مؤتمر TED India الرسمي حول سبب التجارة بالبشر في حرم إنفوسيس الجامعي، والذي ألهم منذ ذلك الحين أكثر من 2.5 مليون مشاهد على مستوى العالم.
«لقد وضعت اليوم نهاية للمنزل في ميسور. وأعني بذلك أنها كسرت القلوب ودفعت الناس إلى العمل. استمع الجمهور بألم إلى قصص أكثر من 3200 فتاة أنقذتها كريشنان، والفتيات اللائي تعرضن للتعذيب الذي لا يمكن تخيله، ومع ذلك، بطريقة أو بأخرى، وجدوا الإرادة للشفاء والنجاح. صوتها القوي ولغة جسدها القوية ضمنت لها أنه لا يمكن لأحد أن يدعي أنه أسيء فهم نقاطها».
كان لظهورها في يوليو 2012 على برنامج عامر خان التلفزيوني ساتياميف جايات دور رئيسي في جمع أموال ضخمة وأيضًا في التواصل مع أصحاب الأعمال الذين يرغبون في توفير وظائف للناجين. ظهرت أيضًا في برنامج «اختبار مفتوح في القلب المفتوح» والذي وصل إلى ملايين المشاهدين المتكلمين بلغة التيلجو في جميع أنحاء العالم.